# Хаман, Карл
Карл Отто Ха́ман (нем. Karl Otto Hamann; 4 марта 1903, Хильдесхайм — 16 июня 1973, Мюнхен) — немецкий политик. В 1948—1952 годах являлся председателем Либерально-демократической партии Германии и занимал должность министра торговли и снабжения ГДР.

## Биография
В 1922—1927 годах Хаман изучал аграрные науки в Гогенгеймском университете, Бонне и Берлине, затем возглавлял отделы трудоустройства в Шверте, Хёрде и Дортмунде. В 1933 году защитил докторскую диссертацию в Боннском университете. С 1935 года вёл фермерское хозяйство в Мёнхсхофе близ Рёмхильда в Тюрингии.
В 1946 году Хаман вступил в ЛДПГ и в 1949—1952 годах возглавлял отделение партии в Тюрингии. В 1948 году был избран председателем партии, в 1949 году утверждён на этом посту вместе с Германом Кастнером. В 1946—1950 годах являлся депутатом ландтага Тюрингии, в 1949 году был избран депутатом Народной палаты ГДР и возглавил министерство торговли и снабжения ГДР.
В декабре 1952 года Хаман был арестован за «саботаж планового снабжения населения», был снят с должности и исключён из партии. После двух лет пребывания в следственном изоляторе в Хоэншёнхаузене в июле 1954 года был приговорён судом к десяти годам тюремного заключения по обвинению в «саботаже». Отбывал наказание в Бранденбургской тюрьме, в октябре 1956 года был помилован и выпущен на свободу. В мае 1957 года бежал в ФРГ. Похоронен на Центральном кладбище Бад-Годесберга.
В мае 1990 года Карл Хаман был реабилитирован земельным судом Берлина. Имя Карла Хамана носит фонд политического образования в Бранденбурге, близкий к Свободно-демократической партии.

## Публикации
- Die Aufgaben für Einheit und Frieden. Rede, Dresden 1951.